# Molgula georgiana
Molgula georgiana is een zakpijpensoort uit de familie van de Molgulidae. De wetenschappelijke naam van de soort is voor het eerst geldig gepubliceerd in 1922 door Michaelsen.